# Чарна-Гліна
Чарна-Гліна (пол. Czarna Glina) — село в Польщі, у гміні Цьмелюв Островецького повіту Свентокшиського воєводства.
Населення — 13 осіб (2011).
У 1975-1998 роках село належало до Тарнобжезького воєводства.

## Демографія
Демографічна структура на день 31 березня 2011 року:
|          | Загалом | Допрацездатний вік | Працездатний вік | Постпрацездатний вік |
| -------- | ------- | ------------------ | ---------------- | -------------------- |
| Чоловіки | 7       | 0                  | 7                | 0                    |
| Жінки    | 6       | 1                  | 2                | 3                    |
| Разом    | 13      | 1                  | 9                | 3                    |